# Foxita
La foxita és un mineral de la classe dels fosfats. El nom de "foxita" reflecteix el fet que el mineral conté grups fosfat i oxalat.

## Característiques
La foxita és un fosfat de fórmula química (NH₄)₂Mg₂(C₂O₄)(PO₃OH)₂(H₂O)₄. Va ser aprovada com a espècie vàlida per l'Associació Mineralògica Internacional l'any 2018, sent publicada per primera vegada el 2019. Cristal·litza en el sistema monoclínic. La seva duresa a l'escala de Mohs és 2,5.
Els exemplars que van servir per a determinar l'espècie, el que es coneix com a material tipus, es troben conservats a les col·leccions mineralògiques del Museu d'Història Natural del Comtat de Los Angeles, a Los Angeles (Califòrnia) amb els números de catàleg: 66697, 66698, 66699 i 66700.

## Formació i jaciments
Va ser descoberta a la mina Rowley, situada a Theba, dins el districte miner de Painted Rock, al comtat de Maricopa (Arizona, Estats Units). També ha estat descrita a Petrogale Cave, al comtat de Dundas (Austràlia Occidental, Austràlia). Aquests dos indrets són els únics de tot el planeta on ha estat descrita aquesta espècie mineral.